# Mannens
Mannens (toponimo francese; in tedesco Grossenwald, desueto) è una frazione del comune svizzero di Montagny, nel Canton Friburgo (distretto della Broye).

## Storia
Già comune autonomo, nel 1831 è stato accorpato all'altro comune soppresso di Grandsivaz per formare il nuovo comune di Mannens-Grandsivaz, il quale a sua volta nel 2004 è stato accorpato al comune di Montagny.

## Monumenti e luoghi d'interesse
- Chiesa cattolica del Sacro Cuore, eretta nel 1875-1879[1].

## Amministrazione
Ogni famiglia originaria del luogo fa parte del comune patriziale che ha la responsabilità della manutenzione di ogni bene comune.